# Bij de Westermolens

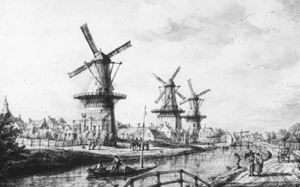
De Valkmolen, de Heeremolen en de Zuidmolen (1770)

Bij de Westermolens in Den Haag is een straat langs de West Singelsgracht, die deel uitmaakt van de oude Haagse grachtengordel. 
Vroeger stonden er veel molens aan de rand van de stad, binnen of net buiten de grachtengordel. 
Deze straat heette vroeger de Noord-West-Binnensingel maar werd later Bij de Westermolens genoemd omdat er in de 18de eeuw vier korenmolens stonden die samen de Westermolens genoemd werden. Het waren stenen stellingmolens: de Haanmolen (1770-1910), de Valkmolen (1697-1865), de Heeremolen (1712-1863) en de Zuidmolen (1757-1863). De Haanmolen was de laatste molen die werd afgebroken.